# Kusnîșcea, Liuboml
Kusnîșcea (în ucraineană Кусни́ща) este localitatea de reședință a comunei Kusnîșcea din raionul Liuboml, regiunea Volînia, Ucraina.

## Demografie
Componența lingvistică a localității Kusnîșcea
     Ucraineană (99,6%)
     Alte limbi (0,4%)
Conform recensământului din 2001, majoritatea populației localității Kusnîșcea era vorbitoare de ucraineană (99,6%), existând în minoritate și vorbitori de alte limbi.